# Cataldo Mininno
Cataldo Mininno (Bari, 30 giugno 1975) è un politico italiano.

## Biografia
Nato a Bari, vive a Galatina in provincia di Lecce. È un ufficiale dell'Aeronautica Militare.

### Attività politica
Alle elezioni politiche del 2018 è eletto senatore del Movimento 5 Stelle. Membro della Commissione Difesa dal 21 giugno 2018 e Vicepresidente dal 29 luglio 2020. Primo firmatario del disegno di legge 791 concernente "disposizioni in materia di congiungimento familiare per il personale delle Forze armate, di polizia, nonché del Corpo nazionale dei vigili del fuoco, e trasferimento a domanda e d'autorità nelle Forze armate" e del disegno di legge 1872 in materia di legge elettorale comunale.
Il 17 febbraio 2021 è uno dei 15 senatori del M5S a votare contro la fiducia al Governo Draghi.
Il giorno dopo il Capo politico del M5S, Vito Crimi, annuncia l'espulsione dei 15 senatori dissidenti che non hanno votato la fiducia al governo.